# Scott Redding
Scott Redding (Quedgeley, 1993. január 4. –) brit motorversenyző, a Superbike-világbajnokságban az MGM Bonovo versenyzője.
2008-ban mutatkozott be a MotoGP-világbajnokságon, első évében egy győzelmet és két leggyorsabb kört teljesített. A 2008-as brit nagydíjon elért győzelmével a valaha volt legfiatalabb világbajnoki futamgyőztes lett.

## Pályafutása

### A kezdetek
Scott Redding 1993 januárjában született Quedgeley-ben és 2001-ben kezdte meg motorversenyzői pályafutását a Mini Motors kategóriában. Három évvel később megnyerte a FAB-Racing Metrakit 50 köbcentis brit Mini Motors-bajnokságot. 2005-ben a 80 köbcentis spanyol "Calypso Cup"-ba igazolt és mind a hat fordulót győzelemmel zárta.
2006-ban lehetősége nyílt tesztelni a Red Bull által szponzorált MotoGP-akadémiában és jó eredményeinek köszönhetően szerződést is kapott. Szezonja azonban felemásra sikeredett és csupán egy dobogót szerzett Jerez-ben.
2007-re visszatért Spanyolországba a CEV 125 köbcentis kategóriába az Aprilia csapatához. Nyolc ponttal végzett a bajnoki címet megszerző Stefan Bradl mögött.

### 125 cm³ világbajnokság
2008-ban maradt a BLU:sens Aprilia kötelékében, de már a 125 köbcentis világbajnokságon. A katari évadnyitó során a kategória valaha volt legfiatalabb versenyzője lett, aki az első sorba kvalifikálta magát, majd hasonló teljesítményt hozott Spanyolországban is.
2008. június 22-én a legfiatalabb futamgyőztes lett 15 évesen és 170 naposan a géposztályban, amikor megnyerte a brit nagydíjat a Donington Park-ban. Egyben Chas Mortimer és az 1975-ös spanyol nagydíj óta az első bit nemzetiségű győztes, a 125 köbcentisek között pedig 1973 és Tommy Robb óta. Ő lett az 1987-ben a Doningtonba átkerült brit gp első hazai futamgyőztese. A legendás Indianapolis Speedway-en 4. lett, mielőtt az Ike hurrikán meghozta a szélsőséges időjárást és az esőt, ennek következtében piros zászlót lengettek be és a futam idő előtt véget ért.  Az összetettben a 11. pozícióban rangsorolták, ezzel pedig elhódította "Az év újonca"-díjat, mivel ő végzett legelőrébb az újoncok közül.
2009-ben a már gyári Aprilia támogatással rajthoz álló BLU:sens alakulatánál maradt. Több fordulón is kiesett, egyetlen dobogóját pedig hazai helyszínen szerezte. Ez volt a második világbajnoki pódiumos helyezése.

### Moto2

#### Marc VDS Racing Team

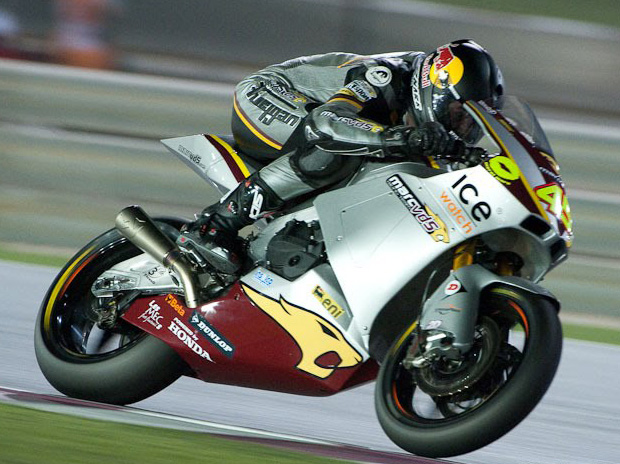
Redding a 2010-es katari nagydíjon.

2010-re szerződést kötött az újonc Marc VDS-sel a frissen létrehozott Moto2 600 köbcentis bajnokságba, mivel a 125-ösök között már nem indulhatott életkora miatt. Az évad eleji hivatalos teszteken nehezen vette fel a ritmust, viszont az éles szezonban folyamatosan fejlődött és egyre jobb eredményeket produkált. A Silverstone-ban megrendezett brit nagydíjon 4. lett, majd első britként dobogóra állt a Moto2-es kategóriában Indianapolis-ban. A San Marinó-i nagydíjon, szeptember 5-én az előtte nem sokkal bukó Tomizava Sóját már nem tudta elkerülni, csakúgy mint Alex de Angelis és elgázolta társát. A japán motoros belehalt sérüléseibe, Redding-nek pedig a hátát kellett összevarrni, de megúszta súlyos sérülések nélkül.
Szeptember 29-én egészen 2012-ig hosszabbított az alakulattal.
2011-et az összetett 15. helyezettje lett, 63 ponttal, versenyen pedig három darab 5. helyezés volt a legjobb eredménye, amiket Silverstone-ban, Indianapolis-ban és Misanóban szerzett.
2012-ben már több dobogós helyezés összegyűlt neki, viszont győznie nem sikerült. A tabellán az 5. helyet foglalta el 165 egységgel.
2013-ra is maradt a Marc VDS-nél és Pol Espargaróval egész idényben harcban állt a bajnoki címért, de végül a 2. lett. A szezonban összesen háromszor diadalmaskodott, háromszor végzett másodikként, egyszer pedig harmadikként. Emellett három első rajtkocka is felkerült a neve mellé. Három futammal a vége előtt még vezette a pontversenyt, azonban Ausztráliában az időmérőn balesetezett és eltört a csuklója, így a futamot. Japánban Tito Rabat pályára visszasodródott motorját nem tudta elkerülni és belerohant. A versenyt piros zászlóval félbeszakították, Redding pedig ugyan nem sérült meg, de nem tudott visszatérni az új startra, amivel végleg kiszállt a bajnoki harcból.

### MotoGP

#### GO&FUN Gresini Honda

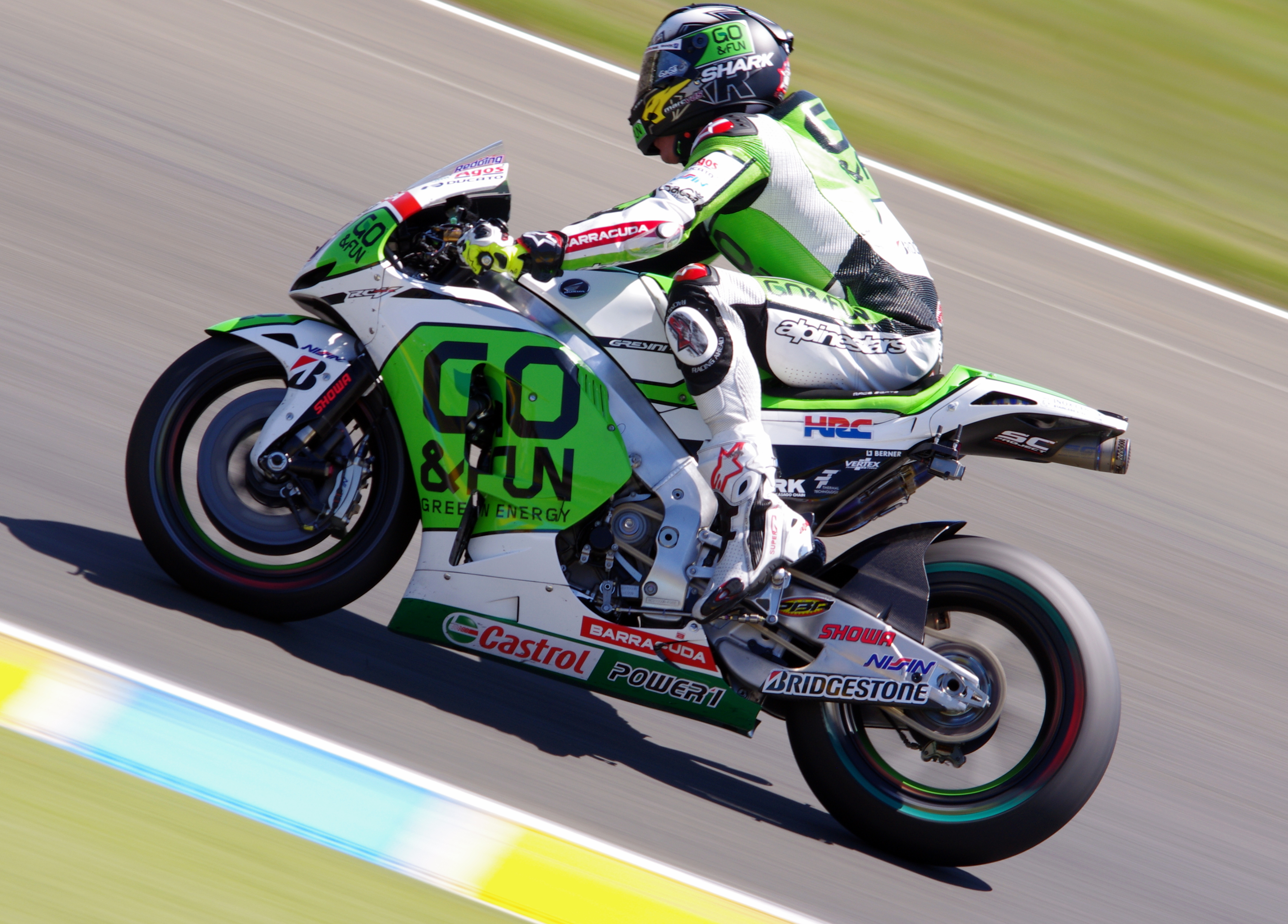
Redding 2014-ben.

2014-ben a királykategóriába igazolt a Gresini-hez egy Honda RCV1000R-es motorral. Kiegyensúlyozott évet zárt és minden futamon célba ért, kivéve Austint. Két hetedik hely volt a legjobbja, egy Katarból, egy pedig Ausztráliából. Összetettben 12. lett 81 ponttal. A "nyílt osztály" elnevezésű alkategóriában pedig 2., 45 egységgel lemaradva Aleix Espargaró mögött.

#### EG 0,0 Marc VDS
2015-ben újra csatlakozott korábbi Moto2-es csapatához, a Marc VDS-hez a királykategóriában egy gyári fejlesztésű Honda RC213V-vel. San Marinóban megszerezte első dobogóját a legmagasabb osztályban, annak ellenére, hogy a verseny elején ütközött. Bradley Smith mögött ért célba, így ők ketten az első brit versenyzőpáros lettek, akik dobogón zártak Barry Sheene és Tom Herron óta, akik az 1979-es venezuelai nagydíjon érték ezt el. 2015. augusztus 30-án bejelentésre került, hogy 2016-tól a Pramac Racing versenyzője lett, Yonny Hernández-t váltva, Danilo Petrucci mellé.

#### Pramac Racing
Harmadik idényében a harmadik csapatnál lett nevezve 2016-ban. A Ducati Desmosedici GP15-ös kódjelű versenymotoron ülve felemás évadot zárt. A 15. összetett eredmény mellett a legendás holland TT-n szerezte meg a mai napig, pályafutása utolsó dobogóját a MotoGP-ben.
2017-ben is maradt Petrucci-val együtt a csapatnál, viszont utóbbi az újabb, gyári fejlesztésű GP17-es Ducati-val állt rajhoz, míg Redding-nek maradt a korábbi GP16-os konstrukció. A hetedik helynél előrébb egyszer sem tudott végezni, az év végén pedig távozott a Pramac-tól.

#### Aprilia Racing Team Gresini
Miután lejáró kontraktusát nem hosszabbította meg a Ducati, az immár Apriliával induló egykori csapata, a Gresini nevezte 2018-ra. Honfitársát, Sam Lowes-t váltotta, aki nagyon rossz eredményeket követően távozott. A tervezettnél sokkal gyengébben szerepelt és sosem jutott be a legjobb 10 közé, mindössze 20 pontot gyűjtött. Eredményeit figyelembe véve nem ajánlottak neki új szerződést, ezzel együtt pedig távozott a szériából is.

### Brit Superbike-bajnokság
2019-ben a brit Superbike-sorozatba igazolt és versenyzett a Paul Bird PBM által felkészített Ducati Panigale V4-essel. Első nekifutásra megnyerte a bajnoki címet csapattársával, egyben riválisával, Josh Brookes-szal szemben. Csupán 5 pont előnnyel végzett az élen a 27 versenyt figyelembe véve.

### Superbike-világbajnokság

#### Aruba.it Racing – Ducati
2020-ban a Superbike-világbajnokságba szerződött két évre a gyári Ducaticat versenyeztető Aruba.it Racing-hez, miután Álvaro Bautista átigazolt a gyári Hondához. 24 verseny alatt 13 alkalommal végzett a top3-ban, ebből ötször a pódium legfelső fokán. Jonathan Rea mögött összetett 2. helyezést szerzett.
2021-re már hatszor diadalmaskodott, kilenc második, és négy harmadik helyezés mellett.

#### BMW
2021 augusztusában hirtelen közölték, hogy 2022-ben a gyári BMW-hez megy át. Barcelonában a második futamon egy nagyobbat bukott és a pálya orvosi központjába szállították, de nem sérült meg komolyabban.

## Eredményei

### Statisztika
| Szezon                   | Géposztály | Motor    | Csapat                           | #        | Verseny | Győzelem | Dobogó | Pole   | LK     | Pont   | Helyezés |
| MotoGP                   | MotoGP     | MotoGP   | MotoGP                           | MotoGP   | MotoGP  | MotoGP   | MotoGP | MotoGP | MotoGP | MotoGP | MotoGP   |
| ------------------------ | ---------- | -------- | -------------------------------- | -------- | ------- | -------- | ------ | ------ | ------ | ------ | -------- |
| 2008                     | 125 cm³    | Aprilia  | Blusens Aprilia Junior           | 45       | 17      | 1        | 1      | 0      | 2      | 105    | 11.      |
| 2009                     | 125 cm³    | Aprilia  | Blusens Aprilia                  | 45       | 16      | 0        | 1      | 0      | 0      | 50,5   | 15.      |
| 2010                     | Moto2      | Suter    | Marc VDS Racing Team             | 45       | 17      | 0        | 2      | 0      | 1      | 102    | 8.       |
| 2011                     | Moto2      | Suter    | Marc VDS Racing Team             | 45       | 17      | 0        | 0      | 0      | 0      | 63     | 15.      |
| 2012                     | Moto2      | Kalex    | Marc VDS Racing Team             | 45       | 17      | 0        | 5      | 0      | 0      | 165    | 5.       |
| 2013                     | Moto2      | Kalex    | Marc VDS Racing Team             | 45       | 15      | 3        | 7      | 3      | 1      | 225    | 2.       |
| 2014                     | MotoGP     | Honda    | GO&FUN Gresini Honda             | 45       | 18      | 0        | 0      | 0      | 0      | 81     | 12.      |
| 2015                     | MotoGP     | Honda    | EG 0,0 Marc VDS                  | 45       | 18      | 0        | 1      | 0      | 0      | 84     | 13.      |
| 2016                     | MotoGP     | Ducati   | Octo Pramac Yakhnich             | 45       | 18      | 0        | 1      | 0      | 0      | 74     | 15.      |
| 2017                     | MotoGP     | Ducati   | Octo Pramac Racing               | 45       | 18      | 0        | 0      | 0      | 1      | 64     | 14.      |
| 2018                     | MotoGP     | Aprilia  | Aprilia Racing Team Gresini      | 45       | 18      | 0        | 0      | 0      | 0      | 20     | 21.      |
| Összesen                 | Összesen   | Összesen | Összesen                         | Összesen | 189     | 4        | 18     | 3      | 5      | 1033,5 |          |
| Brit Superbike-bajnokság |            |          |                                  |          |         |          |        |        |        |        |          |
| 2019                     | Superbike  | Ducati   | Be Wiser Ducati Racing Team      | 45       | 27      | 11       | 9      | 8      | 6      | 697    | 1.       |
| Összesen                 | Összesen   | Összesen | Összesen                         | Összesen | 27      | 11       | 9      | 8      | 6      | 697    |          |
| Superbike-világbajnokság |            |          |                                  |          |         |          |        |        |        |        |          |
| 2020                     | Superbike  | Ducati   | Aruba.it Racing – Ducati         | 45       | 24      | 5        | 9      | 2      | 3      | 305    | 2.       |
| 2021                     | Superbike  | Ducati   | Aruba.it Racing – Ducati         | 45       | 37      | 6        | 16     | 2      | 8      | 501    | 3.       |
| 2022                     | Superbike  | BMW      | BMW Motorrad WorldSBK Team       | 45       | 36      | 0        | 3      | 0      | 0      | 204    | 8.       |
| 2023                     | Superbike  | BMW      | ROKiT BMW Motorrad WorldSBK Team | 45       | 36      | 0        | 0      | 0      | 0      | 126    | 14.      |
| 2024                     | Superbike  | BMW      | Bonovo Action BMW                | 45       | 36      | 0        | 0      | 0      | 0      | 107    | 18.      |
| 2025                     | Superbike  | Ducati   | MGM Bonovo                       | 45       | 0       | 0        | 0      | 0      | 0      | 0      |          |
| Összesen                 | Összesen   | Összesen | Összesen                         | Összesen | 169     | 12       | 40     | 2      | 12     | 1243   |          |

### Teljes MotoGP-eredménylistája
(Táblázat értelmezése)

(Félkövér: pole-pozícióból indult; dőlt: leggyorsabb kört futott) 

| Év   | Géposztály | Motor   | 1      | 2      | 3      | 4      | 5      | 6      | 7      | 8      | 9      | 10     | 11     | 12     | 13     | 14     | 15     | 16     | 17     | 18     | 19     | Helyezés | Pont |
| ---- | ---------- | ------- | ------ | ------ | ------ | ------ | ------ | ------ | ------ | ------ | ------ | ------ | ------ | ------ | ------ | ------ | ------ | ------ | ------ | ------ | ------ | -------- | ---- |
| 2008 | 125 cm³    | Aprilia | QAT 5  | SPA 7  | POR Ki | CHN Ki | FRA Ki | ITA 14 | CAT 6  | GBR 1  | NED Ki | GER 8  | CZE 11 | SMR Ki | IND 4  | JPN 8  | AUS Ki | MAL Ki | VAL 8  |        |        | 11.      | 105  |
| 2009 | 125 cm³    | Aprilia | QAT 13 | JPN Ki | SPA 4  | FRA Ki | ITA 7  | CAT 11 | NED Ki | GER Ki | GBR 3  | CZE 15 | IND Ki | SMR Ki | POR 16 | AUS 11 | MAL Ki | VAL Ki |        |        |        | 15.      | 50,5 |
| 2010 | Moto2      | Suter   | QAT 23 | SPA 16 | FRA 11 | ITA 21 | GBR 4  | NED 11 | CAT Ki | GER Ki | CZE 22 | IND 3  | SMR Ki | ARA 8  | JPN 5  | MAL Ki | AUS 2  | POR 4  | VAL 5  |        |        | 8.       | 102  |
| 2011 | Moto2      | Suter   | QAT 31 | SPA 23 | POR 25 | FRA 16 | CAT 11 | GBR 5  | NED 24 | ITA 27 | GER 7  | CZE 26 | IND 5  | RSM 5  | ARA 15 | JPN 20 | AUS 7  | MAL 10 | VAL 30 |        |        | 15.      | 63   |
| 2012 | Moto2      | Kalex   | QAT 6  | SPA 4  | POR 11 | FRA 3  | CAT 10 | GBR 2  | NED 3  | GER Ki | ITA 6  | IND 6  | CZE Ki | RSM 7  | ARA 3  | JPN 4  | AUS 11 | MAL 3  | VAL 22 |        |        | 5.       | 165  |
| 2013 | Moto2      | Kalex   | QAT 2  | AME 5  | SPA 2  | FRA 1  | ITA 1  | CAT 4  | NED 2  | GER 7  | IND 3  | CZE 8  | GBR 1  | RSM 6  | ARA 4  | MAL 7  | AUS Ni | JPN Ki | VAL 15 |        |        | 2.       | 225  |
| 2014 | MotoGP     | Honda   | QAT 7  | AME Ki | ARG 14 | SPA 13 | FRA 12 | ITA 13 | CAT 13 | NED 12 | GER 11 | IND 9  | CZE 11 | GBR 10 | RSM 13 | ARA 10 | JPN 16 | AUS 7  | MAL 10 | VAL 10 |        | 12.      | 81   |
| 2015 | MotoGP     | Honda   | QAT 13 | AME Ki | ARG 9  | SPA 13 | FRA Ki | ITA 11 | CAT 7  | NED 13 | GER Ki | IND 13 | CZE 12 | GBR 6  | RSM 3  | ARA 12 | JPN 10 | AUS 11 | MAL 11 | VAL 15 |        | 13.      | 84   |
| 2016 | MotoGP     | Ducati  | QAT 10 | ARG Ki | AME 6  | SPA 19 | FRA Ki | ITA Ki | CAT 16 | NED 3  | GER 4  | AUT 8  | CZE 15 | GBR 17 | RSM 15 | ARA 19 | JPN 9  | AUS 7  | MAL 15 | VAL 14 |        | 15.      | 74   |
| 2017 | MotoGP     | Ducati  | QAT 7  | ARG 8  | AME 12 | SPA 11 | FRA Ki | ITA 12 | CAT 13 | NED Ki | GER 20 | CZE 16 | AUT 12 | GBR 8  | RSM 7  | ARA 14 | JPN 16 | AUS 11 | MAL 13 | VAL Ki |        | 14.      | 64   |
| 2018 | MotoGP     | Aprilia | QAT 20 | ARG 12 | AME 17 | SPA 15 | FRA Ki | ITA Ki | CAT 12 | NED 14 | GER 15 | CZE Ki | AUT 20 | GBR T  | RSM 21 | ARA 16 | THA 16 | JPN 19 | AUS 13 | MAL 19 | VAL 11 | 21.      | 20   |

### Teljes Brit Superbike-bajnokság eredménylistája
| Év   | Motor  | 1   | 1   | 2   | 2   | 3   | 3   | 3   | 4   | 4   | 5   | 5   | 6   | 6   | 7   | 7   | 8   | 8   | 9   | 9   | 9   | 10  | 10  | 11  | 11  | 12  | 12  | 12  | Helyezés | Pont |
| Év   | Motor  | R1  | R2  | R1  | R2  | R1  | R2  | R3  | R1  | R2  | R1  | R2  | R1  | R2  | R1  | R2  | R1  | R2  | R1  | R2  | R3  | R1  | R2  | R1  | R2  | R1  | R2  | R3  | Helyezés | Pont |
| ---- | ------ | --- | --- | --- | --- | --- | --- | --- | --- | --- | --- | --- | --- | --- | --- | --- | --- | --- | --- | --- | --- | --- | --- | --- | --- | --- | --- | --- | -------- | ---- |
| 2019 | Ducati | SIL | SIL | OUL | OUL | DON | DON | DON | BRH | BRH | KNO | KNO | SNE | SNE | THR | THR | CAD | CAD | OUL | OUL | OUL | ASS | ASS | DON | DON | BRH | BRH | BRH | 1.       | 697  |
| 2019 | Ducati | 3   | Ki  | 5   | 4   | 1   | 1   | 1   | 22  | 3   | 2   | 1   | 1   | 1   | 2   | 22  | 4   | Ki  | 3   | 1   | 3   | 1   | 1   | 1   | 1   | 3   | 2   | 3   | 1.       | 697  |

### Teljes Superbike-világbajnokság eredménylistája
| Év   | Motor  | 1   | 1   | 1   | 2   | 2   | 2   | 3   | 3   | 3   | 4   | 4   | 4   | 5   | 5   | 5   | 6   | 6   | 6   | 7   | 7   | 7   | 8   | 8   | 8   | 9   | 9   | 9   | 10  | 10  | 10  | 11  | 11  | 11  | 12  | 12  | 12  | 13  | 13  | 13  | Helyezés | Pont |
| Év   | Motor  | V1  | SV  | V2  | V1  | SV  | V2  | V1  | SV  | V2  | V1  | SV  | V2  | V1  | SV  | V2  | V1  | SV  | V2  | V1  | SV  | V2  | V1  | SV  | V2  | V1  | SV  | V2  | V1  | SV  | V2  | V1  | SV  | V2  | V1  | SV  | V2  | V1  | SV  | V2  | Helyezés | Pont |
| ---- | ------ | --- | --- | --- | --- | --- | --- | --- | --- | --- | --- | --- | --- | --- | --- | --- | --- | --- | --- | --- | --- | --- | --- | --- | --- | --- | --- | --- | --- | --- | --- | --- | --- | --- | --- | --- | --- | --- | --- | --- | -------- | ---- |
| 2020 | Ducati | PHI | PHI | PHI | JER | JER | JER | POR | POR | POR | ARA | ARA | ARA | ARA | ARA | ARA | BAR | BAR | BAR | MAG | MAG | MAG | EST | EST | EST |     |     |     |     |     |     |     |     |     |     |     |     |     |     |     | 2.       | 305  |
| 2020 | Ducati | 3   | 3   | 3   | 1   | 2   | 1   | 7   | 5   | 2   | 1   | 2   | 4   | Ki  | 1   | 3   | 2   | 8   | 6   | 5   | 4   | 1   | Ki  | 6   | 2   |     |     |     |     |     |     |     |     |     |     |     |     |     |     |     | 2.       | 305  |
| 2021 | Ducati | ARA | ARA | ARA | EST | EST | EST | MIS | MIS | MIS | DON | DON | DON | ASS | ASS | ASS | MOS | MOS | MOS | NAV | NAV | NAV | MAG | MAG | MAG | BAR | BAR | BAR | JER | JER | JER | POR | POR | POR | VIL | VIL | VIL | MAN | MAN | MAN | 3.       | 501  |
| 2021 | Ducati | 4   | 8   | 1   | 1   | 3   | 16  | 4   | 4   | 4   | Ki  | 18  | 4   | 2   | 5   | 2   | 2   | 2   | 1   | 1   | 1   | 2   | 12  | 5   | 3   | 1   | 15  | 3   | 3   | T   | 2   | 2   | 2   | 2   | 9   | 2   | 1   | 3   | T   | 2   | 3.       | 501  |
| 2022 | BMW    | ARA | ARA | ARA | ASS | ASS | ASS | EST | EST | EST | MIS | MIS | MIS | DON | DON | DON | MOS | MOS | MOS | MAG | MAG | MAG | BAR | BAR | BAR | POR | POR | POR | VIL | VIL | VIL | MAN | MAN | MAN | PHI | PHI | PHI |     |     |     | 8.       | 204  |
| 2022 | BMW    | 15  | 12  | Ki  | 9   | 11  | 5   | 8   | 7   | 11  | 10  | 11  | 9   | 4   | 3   | 5   | 3   | 8   | 4   | 2   | 5   | 6   | Ki  | 8   | Ki  | 18  | 13  | 7   | 7   | 14  | 9   | 12  | 6   | 6   | 16  | 6   | 6   |     |     |     | 8.       | 204  |
| 2023 | BMW    | AUS | AUS | AUS | IDN | IDN | IDN | NED | NED | NED | ESP | ESP | ESP | ITA | ITA | ITA | GBR | GBR | GBR | ITA | ITA | ITA | CZE | CZE | CZE | FRA | FRA | FRA | ESP | ESP | ESP | POR | POR | POR | ESP | ESP | ESP |     |     |     | 14.      | 126  |
| 2023 | BMW    | 9   | 14  | 13  | Ki  | 9   | 10  | 10  | 8   | 7   | Ki  | 12  | Ki  | 11  | 11  | 14  | 8   | 9   | 4   | 10  | 9   | 8   | 4   | 13  | 8   | 7   | 20  | Ki  | 11  | 11  | 14  | 15  | 13  | 14  | Ki  | Ki  | 8   |     |     |     | 14.      | 126  |
| 2024 | BMW    | PHI | PHI | PHI | BAR | BAR | BAR | ASS | ASS | ASS | MIS | MIS | MIS | DON | DON | DON | MOS | MOS | MOS | POR | POR | POR | MAG | MAG | MAG | CRE | CRE | CRE | ARA | ARA | ARA | EST | EST | EST | JER | JER | JER |     |     |     | 15.      | 107  |
| 2024 | BMW    | 11  | 17  | 17  | 17  | 12  | 11  | 8   | 10  | Ki  | 15  | 14  | 12  | Ki  | 4   | 4   | 15  | Ki  | 13  | Ki  | 17  | 14  | 4   | 4   | 8   | 13  | 13  | 12  | 11  | 10  | 11  | 12  | 10  | 11  | 14  | 12  | 12  |     |     |     | 15.      | 107  |

* A szezon jelenleg is zajlik

## Külső hivatkozások
- Hivatalos weboldala